# Ryukishi07
Ryukishi07 (竜騎士07?, Ryūkishi Zero Nana; Prefettura di Chiba, 19 novembre 1973) è uno scrittore e disegnatore giapponese.
È noto per essere il creatore delle visual novel della serie When They Cry, ovvero: Higurashi no naku koro ni, Umineko no naku koro ni e Ciconia no naku koro ni. È il rappresentante del gruppo 07th Expansion. Il suo nome deriva dalla serie Final Fantasy: "Ryūkishi" è la traduzione giapponese della classe Dragon Knight, e lo "07" proviene dal personaggio Lenna.

## Opere
- Higurashi no naku koro ni (sceneggiatura ed illustrazioni, novelle di Kōdansha Box)
- Kaidan to Odorō, Soshite Anata wa Kaidan de Odoru (怪談と踊ろう、そしてあなたは階段で踊る?), novel serializzata nella rivista Faust
- Higurashi Daybreak (sceneggiatura)
- Umineko no naku koro ni
- Rewrite di Key (parte della sceneggiatura)
- Ōkami kakushi di Konami (ideatore originale/direttore)
- Higanbana no saku yoru ni
- Natsu no Kagerō (なつのかげろう?) (un gioco in 3D creato in collaborazione con Twilight Frontier)
- Ōgon musōkyoku
- Rose Guns Days (sceneggiatura e parte del character design)[2][3]
- Ciconia no naku koro ni
- Silent Hill F